# Eboardmuseum

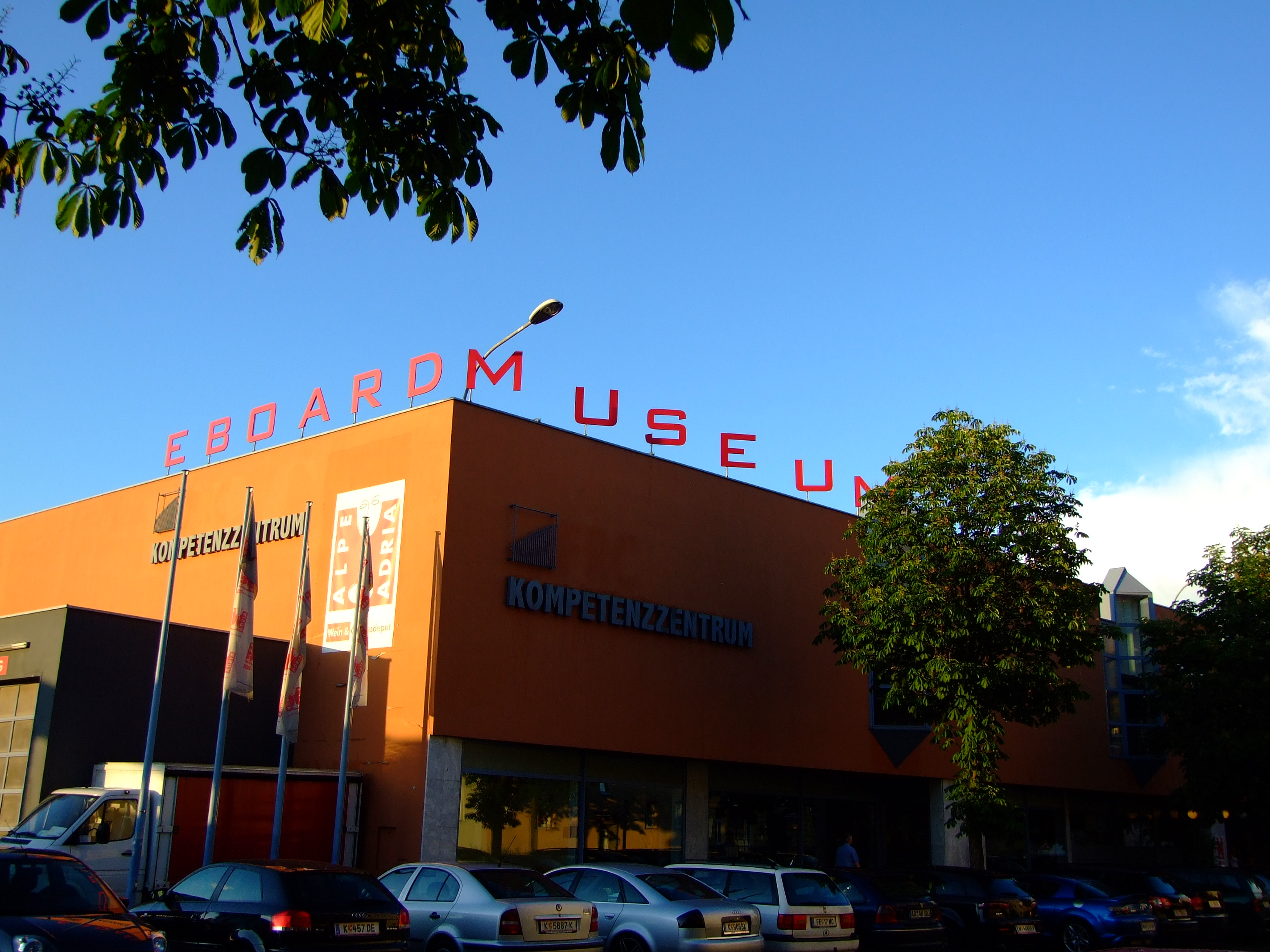
Eboardmuseum

Das Eboardmuseum besteht aus einer Sammlung elektronischer Tasteninstrumente. Es befindet sich im Zentrum der österreichischen Großstadt Klagenfurt am Wörthersee. Es wurde im Jahr 1987 vom Mathematiklehrer, Musiker und Techniker Gert Prix gegründet. Das Museum war in seiner Geschichte mehrmals an unterschiedlichen Standorten einquartiert. Im Jahr 2007 zog das Museum schließlich in eine Halle an der Südseite des Klagenfurter Messegeländes um. Es gilt heute als das weltweit größte seiner Art.
Im Jahr 2010 wurde dem Eboardmuseum das Österreichische Museumsgütesiegel verliehen. Seit März 2021 ist das Museum Partner von Google Arts & Culture.

## Museumsbetrieb

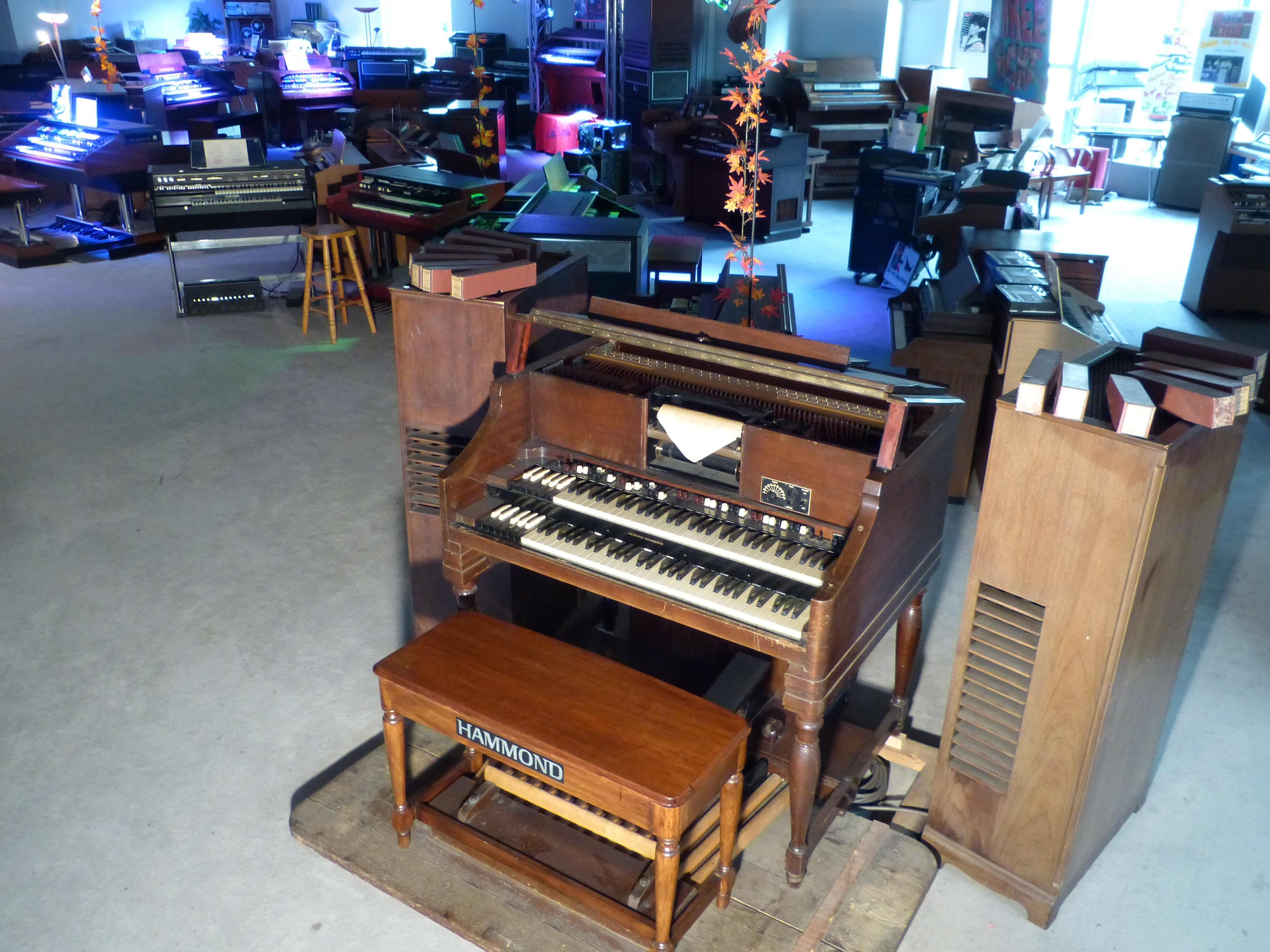
Ein besonders seltenes Exponat: Hammond BA Player Organ aus dem Jahre 1938

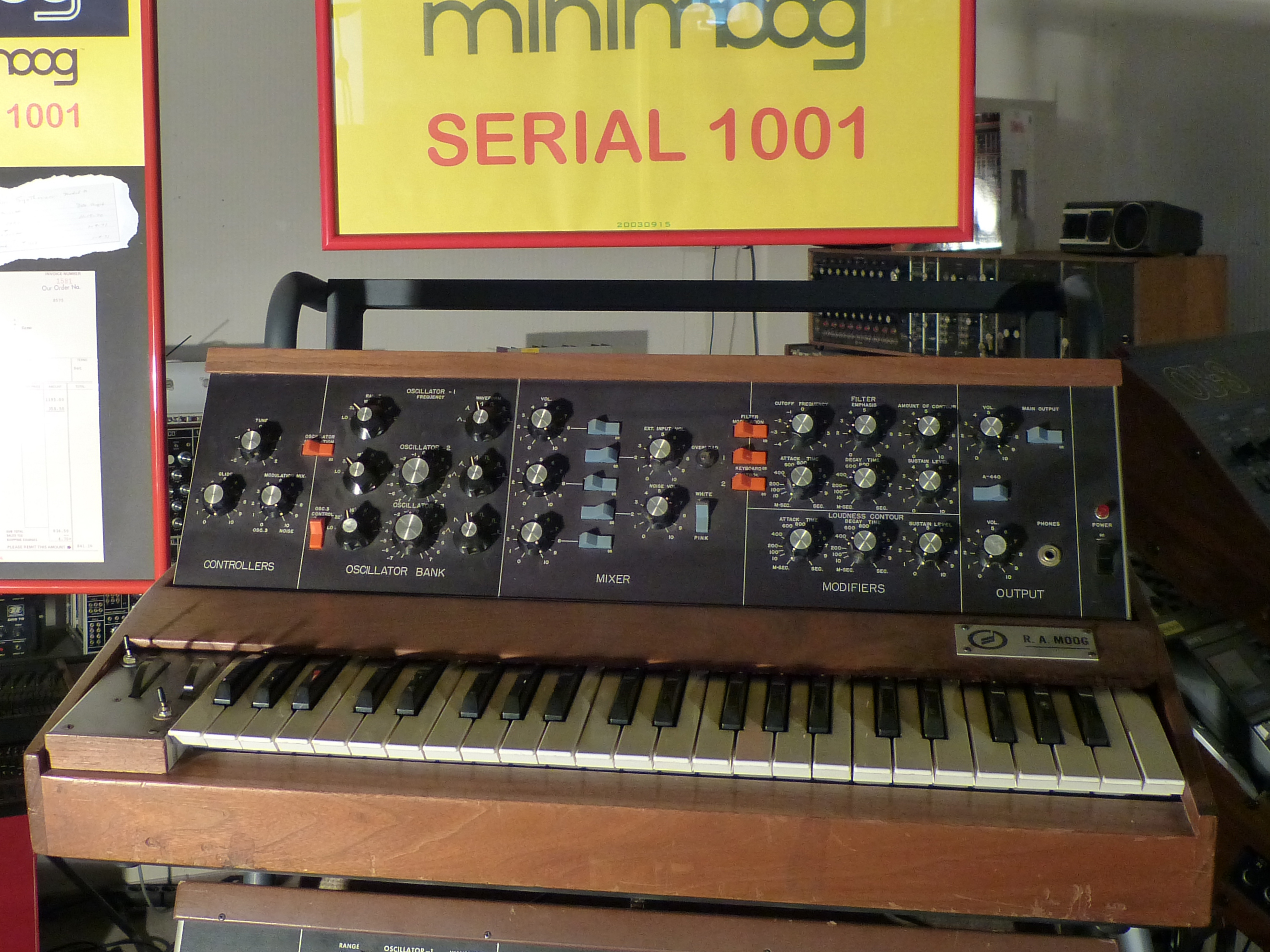
Der weltweit erste Minimoog D, Serial 1001

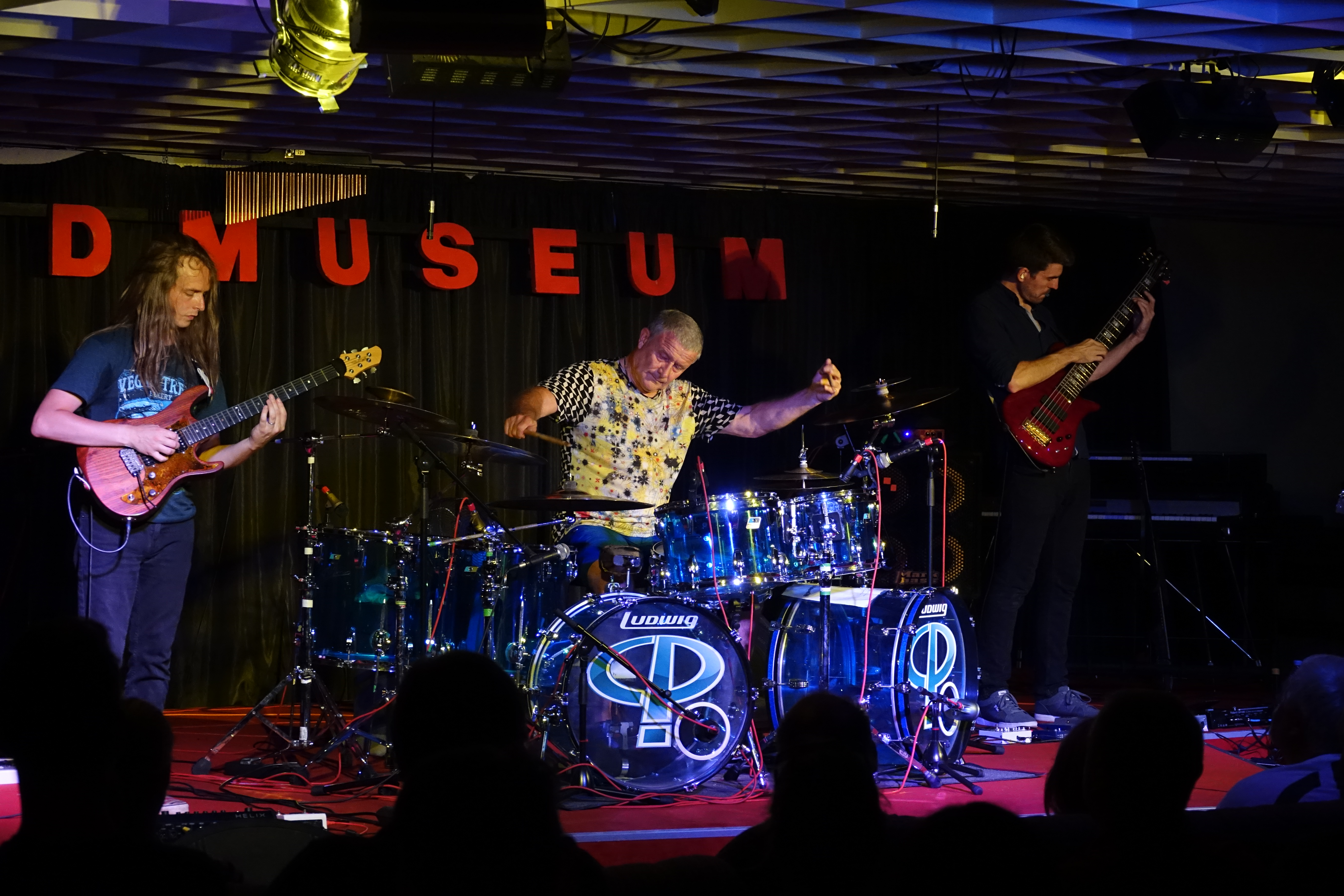
Carl Palmer (Emerson, Lake & Palmer) auf der Bühne des Eboardmuseums

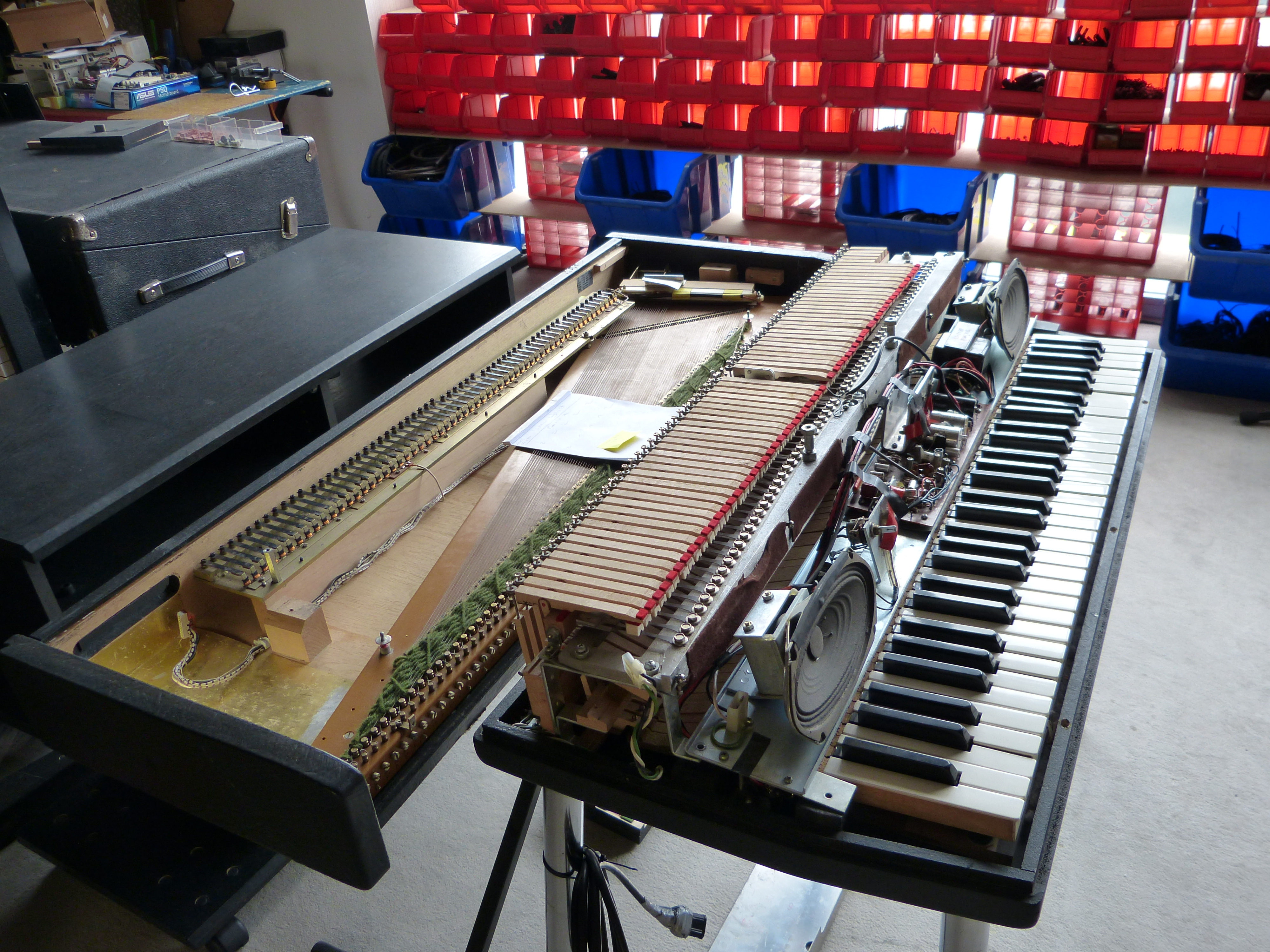
Blick in eine der Museumswerkstätten

Auf einer Fläche von 2.000 m² zeigt das Eboardmuseum derzeit ca. 2.000 Exponate.
Sein Schwerpunkt liegt auf elektronischen Tasteninstrumenten, die die gesamte Entwicklungsgeschichte elektronischer Keyboards darstellen, beginnend mit dem Hammond-Modell A aus dem Jahr 1935 bis hin zu aktuellen Synthesizern wie dem Moog Minimoog Voyager.
Unter den Exponaten befinden sich zahlreiche Prototypen und Unikate (Hohner Clavinet, Rhodes Piano, Mellotron und andere) sowie Originalinstrumente von diversen Weltstars wie Keith Emerson (Emerson, Lake & Palmer), Rick Wakeman (Yes), Geoff Downes (Asia), Peter Wolf (Frank Zappa), Tangerine Dream, Ken Hensley (Uriah Heep), Dave Greenslade (Colosseum), Eddie Hardin (Spencer Davis Group), King Crimson, George Duke, Ray Charles, Opus oder Grateful Dead. Auch Instrumente von Stars aus dem deutschsprachigen Raum wie Maria Bill, Udo Jürgens, No Bros, Franco Andolfo, Eric Spitzer-Marlyn, Peter Cornelius, Ralph Siegel oder Wolfgang Ambros haben im Eboardmuseum eine Heimat gefunden.
Außergewöhnlich für ein Instrumentenmuseum ist, dass die ausgestellten Instrumente nicht nur in Führungen präsentiert werden, sondern von Besuchern auch selbst bespielt werden dürfen. Profimusiker und Musikliebhaber aus aller Welt nehmen diese Möglichkeit regelmäßig gerne wahr. Auch viele internationale Sample-Libraries haben ihren Ursprung im Eboardmuseum.
Die Bibliothek des Museums enthält Literatur zu den Themen Elektronische Musik mit dem Schwerpunkt Keyboards sowie Popmusik und Popkultur.
Das Eboardmuseum bietet in seinen Führungen auch Nicht-Musikern oder Kindern einen unterhaltsamen, familienfreundlichen Ausflug in die Welt der Musik.

## Veranstaltungen
Das Eboardmuseum veranstaltet jährlich etwa 50 Live-Konzerte. Der im Museum integrierte Veranstaltungsbereich ist mit Sofas möbliert und bietet Wohnzimmeratmosphäre.
Trotz des eher geringen Fassungsvermögens des Veranstaltungsbereiches treten hier immer wieder weltbekannte Musiker auf, die sich von der ungewöhnlichen „Location“ angezogen fühlen, wie z. B. Carl Palmer (Emerson, Lake & Palmer, Asia), Ian Paice (Deep Purple), Peter Ratzenbeck, Brian Auger, Wolfgang Ambros, Alex Ligertwood (Santana), Ken Hensley (Uriah Heep), Hans Theessink, Barbara Dennerlein, Nick Simper (Deep Purple) oder Waterloo & Robinson. Das bisherige und das künftige Programm sind auf der Website des Eboardmuseums dokumentiert.

## Servicebereich
Offen geführte Werkstätten erlauben den Besuchern, den Museumstechnikern bei ihrer Arbeit zuzusehen und gestatten Einblicke in das Innenleben der Instrumente.